# Réformateurs libéraux
Les Réformateurs libéraux (en italien, Riformatori Liberali, RL) est un ancien parti politique italien mineur, dirigé par Benedetto Della Vedova, né en octobre 2005 pour soutenir les positions libérales et radicales à l'intérieur de la Maison des libertés, en vue des élections politiques de 2006. Il s'est transformé, en adhérant au Peuple de la liberté en mars 2009, en une association dénommée Libertiamo.
Son symbole électoral, avec un dauphin, présente la devise « Radicaux pour les libertés » (Radicali per le libertà). En 2006, un député est élu (Della Vedova) sur les listes de Forza Italia.
En novembre 2007, le mouvement exprime son intérêt pour le Peuple de la liberté, adhésion confirmée le 8 février 2008. Il obtient alors deux élus (Peppino Calderisi en plus de son leader) aux élections parlementaires d'avril 2008. Mais dès 2009, Della Vedova s'éloigne progressivement du PdL et devient le président du groupe de Gianfranco Fini à la Chambre.